# Sullivantia
Sullivantia é um género botânico pertencente à família Saxifragaceae.

## Espécies
- Sullivantia halmicola'
- Sullivantia hapemanii
- Sullivantia hapemanii var. hapemanii
- Sullivantia hapemanii var. purpusii
- Sullivantia oregana
- Sullivantia oregana var. hapemanii
- Sullivantia oregana var. oregana
- Sullivantia purpusii
- Sullivantia renifolia
- Sullivantia sullivantii